# Закон Украины «Об увековечении победы над нацизмом во Второй мировой войне 1939—1945 годов»
Закон «Об увековечении победы над нацизмом во Второй мировой войне 1939—1945 годов № 315-VIII»  (укр. Закон «Про увічнення перемоги над нацизмом у Другій світовій війні 1939—1945 років») — закон, принятый Верховной Радой Украины во втором чтении и в целом 9 апреля 2015 года 261 голосами «за». Закон вступил в силу 21 мая 2015 года и сохраняет её до сих пор.

## Содержание закона
Закон гарантирует, что уважительное отношение к памяти о победе над нацизмом во Второй мировой войне 1939—1945 годов, о ветеранах войны, участниках украинского освободительного движения и жертвах нацизма является священным долгом государства и граждан Украины.
С целью чествования памяти всех жертв Второй мировой войны 1939—1945 годов на Украине устанавливается День памяти и примирения, который отмечается ежегодно 8 мая. Также на Украине каждый год 9 Мая отмечается государственный праздник День победы над нацизмом во Второй мировой войне (День Победы).
Основными формами увековечения победы над нацизмом во Второй мировой войне 1939—1945 годов являются:
- День памяти и примирения, День Победы, дни изгнания нацистов с Украины, из Автономной Республики Крым, областей, городов Киева и Севастополя, других административно-территориальных единиц;
- установление почетного караула у Вечного огня, могил Неизвестного солдата и Неизвестного матроса, возложение венков, цветов к памятникам и мемориалам, посвященных увековечению победы над нацизмом и памяти жертв Второй мировой войны 1939—1945 годов;
- недопущение фальсификации истории Второй мировой войны 1939—1945 годов в научных исследованиях, учебно-методической литературе, учебниках, средствах массовой информации, публичных выступлениях представителей государственных органов, органов местного самоуправления, должностных лиц;
- содействие объективному и всестороннему исследованию истории Второй мировой войны 1939—1945 годов, отражению событий войны, её жертв, действий участников в произведениях литературы и искусства, книгах и альбомах памяти, средствах массовой информации;
- упорядочения, сохранения и сооружения памятников и памятных знаков в честь памяти участников и жертв Второй мировой войны 1939—1945 годов, создание музеев, мемориальных комплексов, посвященных Второй мировой войне 1939—1945 годов;
- обеспечение проведения при содействии государства поисковой работы с целью установления имен погибших и тех, кто пропал без вести, перезахоронение останков воинов, погибших во время Второй мировой войны 1939—1945 годов.